# Камбоджа на Олімпійських іграх
Камбоджа вперше взяла участь в Олімпійських іграх у 1956 році. До Ігор 2008 року спортсмени країни не змогли завоювати жодної медалі. У зимових Олімпійських іграх Камбоджа не брала участі ніколи. Найбільша белегація (13 осіб) представляла країну на Іграх 1964 року
Національний олімпійський комітет Камбоджі було стоворено в 1983 році й визнано в 1994 році.